# Um Show de Elza
Um Show de Elza é o sexto álbum de estúdio da cantora e compositora brasileira Elza Soares, lançado em 1965 pela Odeon, com produção musical de Lyrio Panicali.

## Antecedentes
Em 1964, Elza Soares lançou o álbum Na Roda do Samba, que se destacou pelos sucessos de "Princesa Isabel" e "Pressentimento". Ainda pela Odeon, ela continuaria a sua carreira com novo álbum ano ano seguinte.

## Gravação
Assim como o anterior Na Roda do Samba, Um Show de Elza foi produzido pelo maestro Lyrio Panicali e com direção artística de Milton Miranda, além de orquestrações do trombonista Nelsinho. O repertório traz composições de Ary Barroso, Dorival Caymmi, Lupicínio Rodrigues e João Donato. O marido de Elza, Garrincha, escreveu "Pé Redondo".

## Lançamento e legado
Um Show de Elza foi lançado em 1965 pela Odeon em vinil. O projeto foi lançado em um período delicado na carreira da cantora, com a imagem pública negativa com seu relacionamento com Garrincha. Mesmo assim, o projeto se destacou especialmente com "Sambou, Sambou".
Em 2003, o álbum foi relançado pela primeira vez em CD pela caixa de coleção Negra, com reedição de Marcelo Fróes. Esta edição incluiu 4 faixas bônus, incluindo "Eu Sou a Outra", escrita por Ricardo Galeno, e que acabou sendo uma forma de retratar o relacionamento de Elza com Garrincha.
Em 2010, a coletânea Deixa a Nega Gingar trouxe "Sambou e Sambou", deste álbum.

## Faixas
A seguir lista-se as faixas de Um Show de Elza:
Lado A
1. "Ocultei" (Ary Barroso)
2. "Verão no Meu Rio" (Carla Baroni/Carlito)
3. "Dindi" (Tom Jobim/Aloysio de Oliveira)
4. "Samba da Minha Terra" (Dorival Caymmi)
5. "Ombro a Ombro" (Lourenço Quintanilha/Izidro Quintanilha)
6. "Pé Redondo" (Garrincha)

Lado B
1. "Vingança" (Lupicínio Rodrigues)
2. "Sambou Sambou" (João Donato/João Mello)
3. "Porque e Para Que" (Jaime Florence "Meira"/Fernando César)
4. "Neném" (Luiz Bandeira/Anselmo Mazzoni)
5. "Cais do Porto" (Capiba)
6. "Se Acaso Você Chegasse/Mulata Assanhada/Edmundo" (Lupicínio Rodrigues/Felisberto Martins/Ataufo Alves/Andy Razaf/Aloysio de Oliveira/Joe Garland)